# 静岡県の図書館一覧
静岡県の図書館一覧（しずおかけんのとしょかんいちらん）は、静岡県内にある図書館の一覧。学校図書館を除く。

## 県立図書館

静岡県立中央図書館

- 静岡県立中央図書館
- 静岡県総合教育センター あすなろ図書室

|  |

## 市立図書館

### 中部

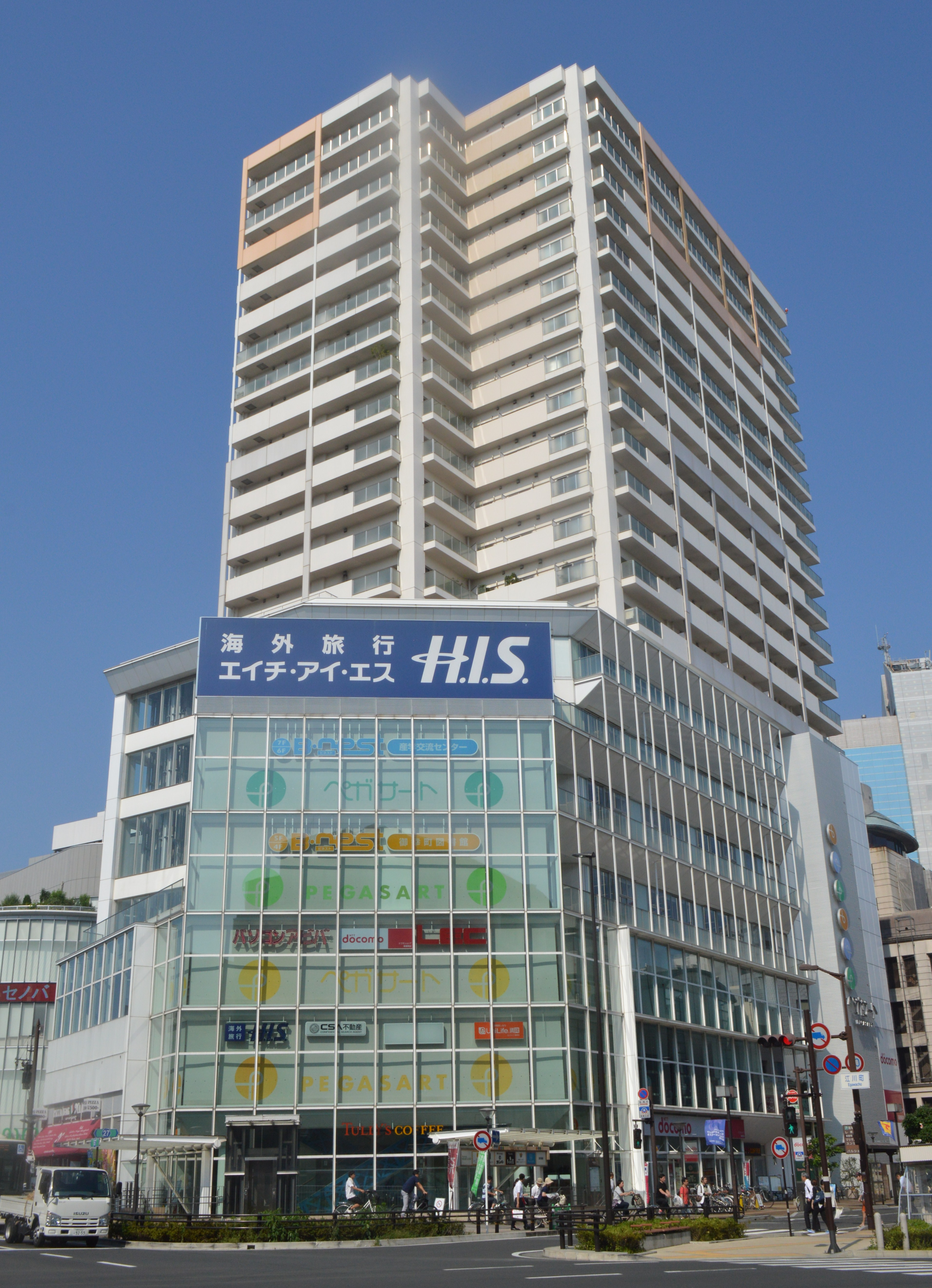
静岡市立御幸町図書館

島田市立図書館

- 静岡市立図書館
  - 静岡市立中央図書館
  - 静岡市立中央図書館麻機分館
  - 静岡市立中央図書館美和分館
  - 静岡市立御幸町図書館
  - 静岡市立藁科図書館
  - 静岡市立南部図書館
  - 静岡市立西奈図書館
  - 静岡市立長田図書館
  - 静岡市立北部図書館
  - 静岡市立清水中央図書館
  - 静岡市立清水興津図書館
  - 静岡市立蒲原図書館
- 島田市立図書館
  - 島田市立島田図書館
  - 島田市立金谷図書館
  - 島田市立川根図書館
- 焼津市立図書館
  - 焼津市立焼津図書館
  - 焼津市立大井川図書館
- 藤枝市立図書館
  - 藤枝市立駅南図書館
  - 藤枝市立岡出山図書館
  - 藤枝市立岡部図書館
- 牧之原市立図書館
  - 牧之原市立相良図書館
  - 牧之原市立榛原図書館

### 東部

御殿場市立図書館

- 沼津市立図書館
  - 沼津市立戸田図書館
- 熱海市立図書館
- 三島市立図書館
  - 三島市立図書館中郷分館
- 富士宮市立図書館
  - 富士宮市立中央図書館
  - 富士宮市立西冨士図書館
  - 富士宮市立芝川図書館
- 伊東市立伊東図書館
- 富士市立図書館
  - 富士市立中央図書館
    - 富士市立中央図書館分館
    - 富士市立中央図書館今泉分室
    - 富士市立中央図書館田子浦分室
    - 富士市立中央図書館大淵分室
    - 富士市立中央図書館富士川分室

  - 富士市立西図書館
  - 富士市立東図書館
- 富士市役所富士文庫
- 御殿場市立図書館
- 下田市立図書館
- 裾野市立鈴木図書館
- 裾野市役所市民文化センター図書室
- 伊豆市立図書館
  - 伊豆市立修善寺図書館
  - 伊豆市立中伊豆図書館
  - 伊豆市立天城図書館
  - 伊豆市立土肥図書館
- 伊豆の国市立図書館
  - 伊豆の国市立中央図書館
  - 伊豆の国市立長岡図書館
  - 伊豆の国市立韮山図書館

### 西部
- 浜松市立図書館
  - 浜松市立中央図書館
    - 浜松市立中央図書館駅前分室

  - 浜松市立城北図書館
  - 浜松市立南図書館
  - 浜松市立西図書館
  - 浜松市立積志図書館
  - 浜松市立東図書館
  - 浜松市立北図書館
  - 浜松市立南陽図書館
  - 浜松市立可新図書館
  - 浜松市立はまゆう図書館
  - 浜松市立浜北図書館
  - 浜松市立天竜図書館
  - 浜松市立舞阪図書館
  - 浜松市立雄踏図書館
  - 浜松市立細江図書館
  - 浜松市立引佐図書館
  - 浜松市立三ヶ日図書館
  - 浜松市立春野図書館
  - 浜松市立佐久間図書館
  - 浜松市立水窪図書館
  - 浜松市立龍山図書館
  - 浜松市立流通元町図書館
  - 浜松市立都田図書館
- 磐田市立図書館
  - 磐田市立中央図書館
  - 磐田市立福田図書館
  - 磐田市立竜洋図書館

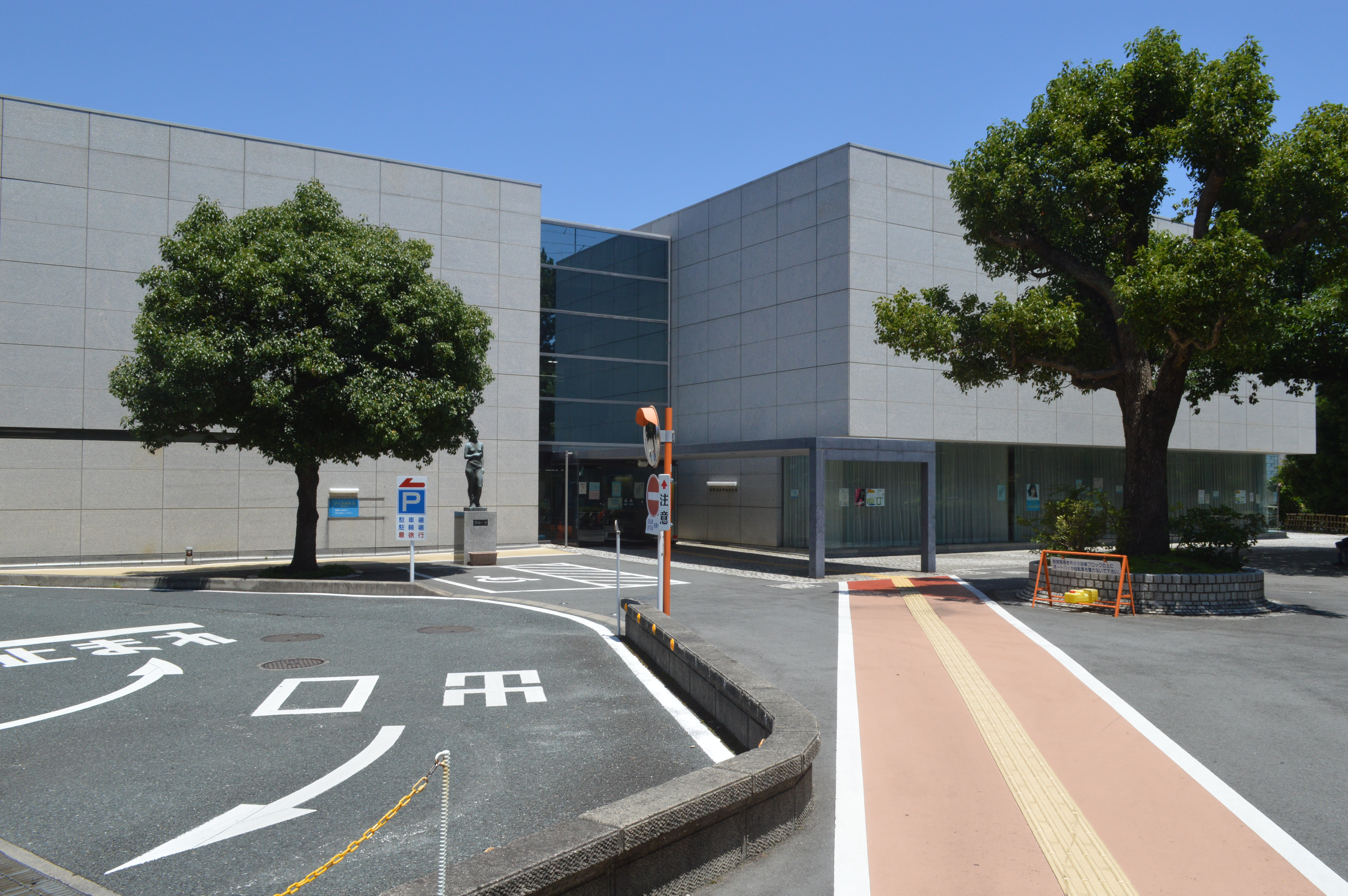
浜松市立中央図書館

磐田市立図書館

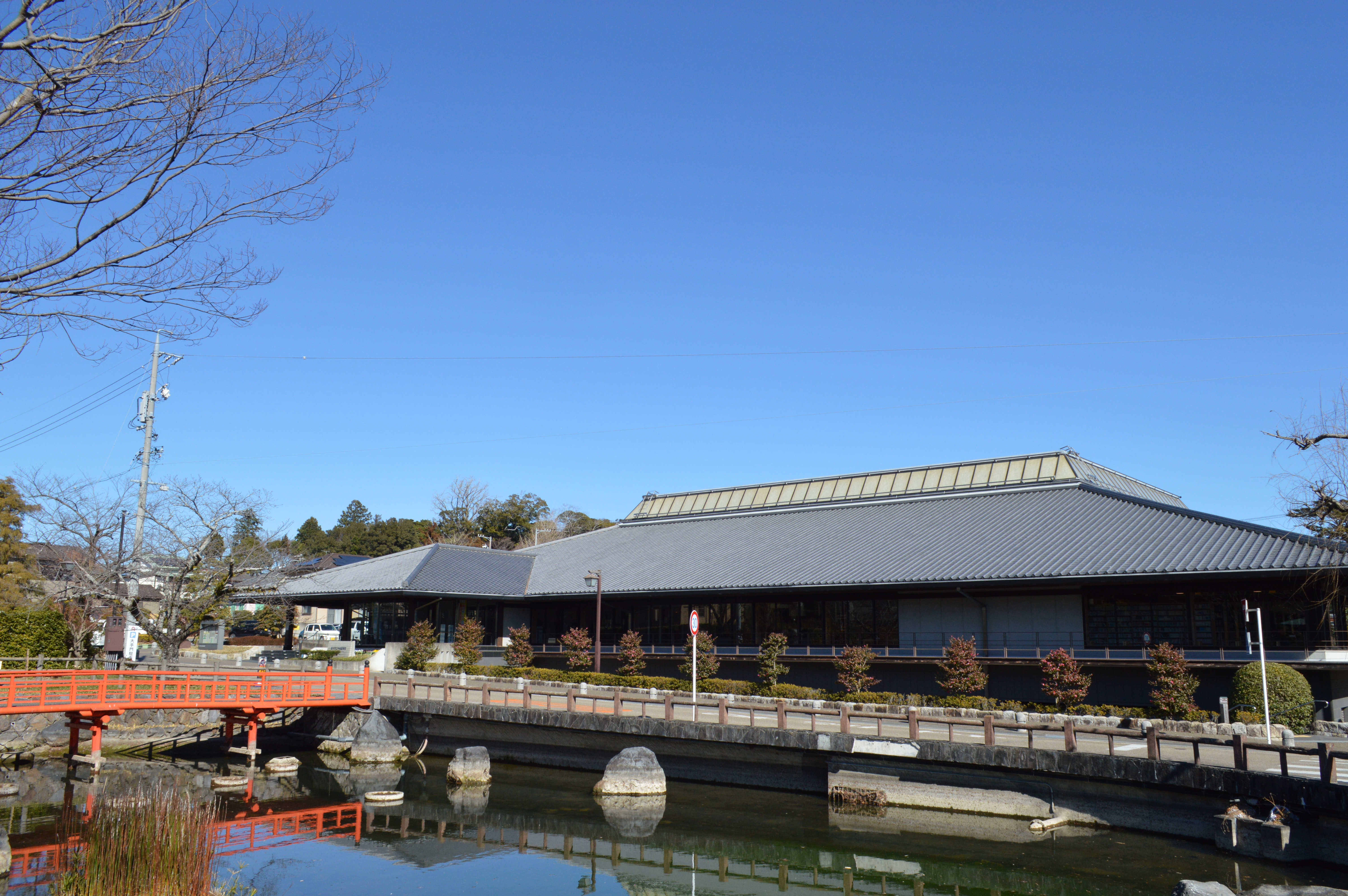
掛川市立図書館

御前崎市立図書館アスパル

  - 磐田市ひと・ほんの庭 にこっと (旧豊田図書館)[1]
  - 磐田市立豊岡図書館
- 掛川市立図書館
  - 掛川市立中央図書館
  - 掛川市立大須賀図書館
  - 掛川市立大東図書館
- 袋井市立図書館
  - 袋井市立袋井図書館
  - 袋井市立浅羽図書館
  - 袋井市立図書館月見の里学遊館図書館分室

- 湖西市立図書館
  - 湖西市立中央図書館
  - 湖西市立新居図書館
- 御前崎市立図書館アスパル
- 菊川市立図書館
  - 菊川市立菊川文庫
  - 菊川市立小笠図書館

## 町立図書館

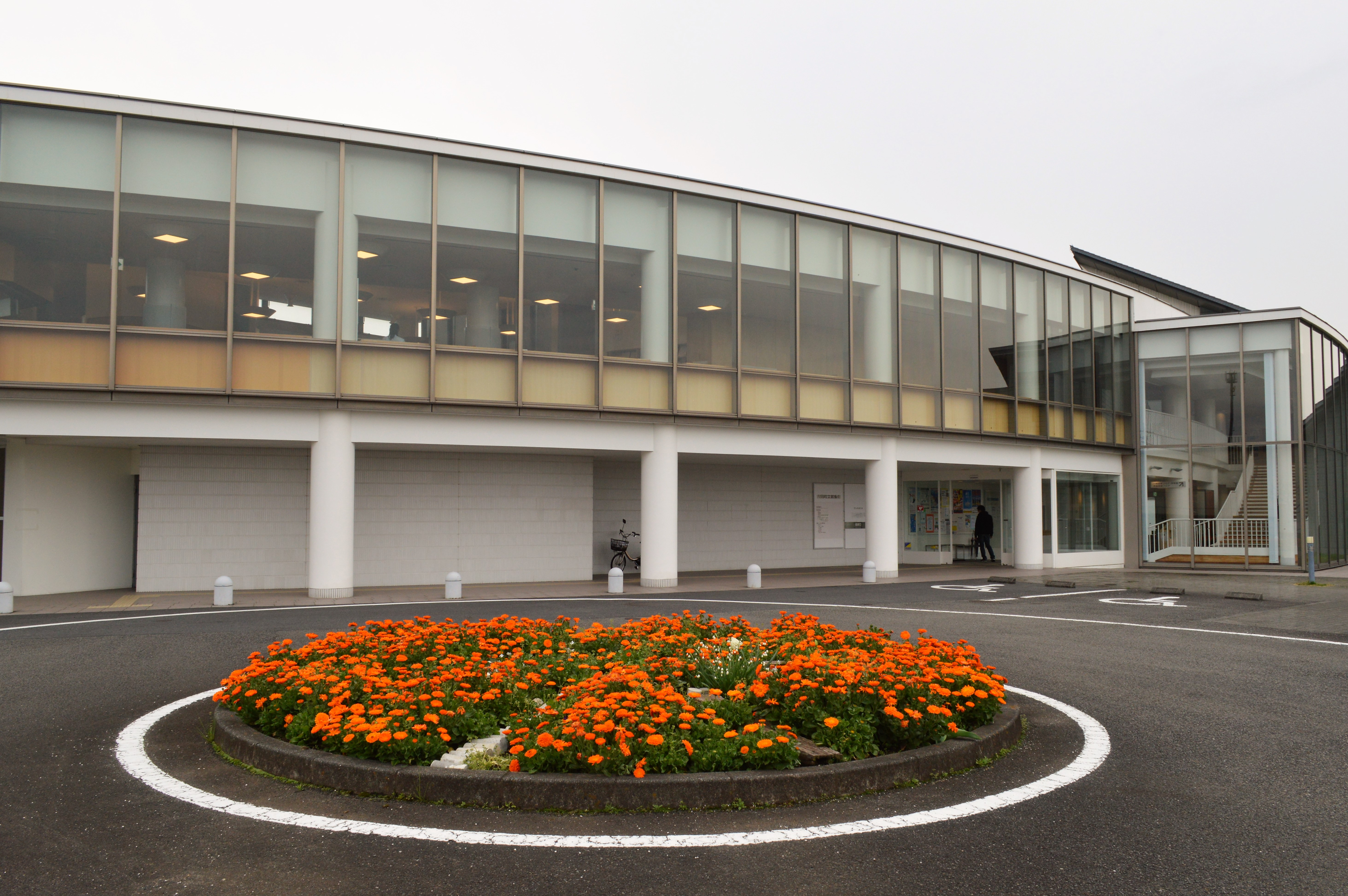
吉田町立図書館

### 中部
- 吉田町立図書館
- 川根本町文化会館図書室
- 川根本町山村開発センター図書室

### 東部
- 東伊豆町立図書館
- 河津町立図書館文化の家
- 南伊豆町役場図書室
- 松崎町立図書館
- 西伊豆町立図書館
- 函南町立図書館
- 清水町立図書館
- 長泉町立図書館
- 小山町立図書館

### 西部
- 森町立図書館

## 大学・高等専門学校の図書館
一般の利用については、所在地の自治体に居住か通勤し、利用者登録をした者のみ利用できる図書館がほとんどである。
| - 静岡大学附属図書館静岡本館 - 静岡大学附属図書館浜松分館 - 静岡県立大学附属図書館 - 静岡県立大学短期大学部附属図書館 - 浜松医科大学附属図書館 - 静岡文化芸術大学図書館・情報センター - 常葉大学附属静岡瀬名図書館 - 常葉大学附属静岡水落図書館 - 常葉大学附属静岡草薙図書館 - 常葉大学附属浜松図書館 | - 静岡英和学院大学図書館 - 静岡産業大学磐田図書館 - 静岡産業大学藤枝図書館 - 静岡福祉大学附属図書館 - 静岡理工科大学附属図書館 - 東海大学付属図書館清水図書館 - 浜松学院大学図書館布橋本館 - 浜松学院大学図書館住吉分館 - 沼津工業高等専門学校図書館 |

## 私立の図書館
- 公益財団法人培本塾附属図書館 - 牧之原市
- 静岡市女性会館アイセル21図書コーナー - 静岡市葵区
- 静岡県男女共同参画センターあざれあ図書室 - 静岡市駿河区
- 静岡キリスト教盲人伝道センター - 静岡市駿河区